# かんなみ知恵の和館
かんなみ知恵の和館（かんなみちえのわかん、Kannami Wisdom Palace）は、函南町立図書館（Kannami Public library）と函南町子育てふれあい・地域交流センター（Kannami Center for Children and Local Exchange）を併せ持つ施設。

## 概要
函南町中央公民館図書室時代からの函南町民の要望であった町立図書館は、町制50年となる2013年（平成25年）に函南町子育てふれあい・地域交流センターとの複合施設内に「かんなみ知恵の和館」として開館した。CD・DVDの視聴やインターネット、データベース、wifiの利用が可能であり、図書には、ICタグを使用しており、自動貸出機での貸出手続きができる。また、子育てふれあい・地域交流センターにはプレイルーム、ふれあいプラザなどの親子の遊び場がある。また、スタッフが子育て相談に応じる。

### 施設の内容
- 1階：こども図書館、キッズルーム[4]。
- 2階：一般図書、交流ラウンジ、研修室、パソコン・視聴覚、学習の回廊[4]

## 特色

### 設備
全面ガラス張りの、明るく開放的な図書館である。自動貸出機やリライトカードが導入されており、静岡県内で初めて「読書記録シール」が導入された図書館である。2階は一般図書や郷土資料のコーナーとなっている。インターネットの閲覧や商用データベースを利用することができるパソコンも設置されている。また、CD・DVDも約1,700点所蔵されており、設置されたパソコンを使ってこれらを視聴することも可能である。

### 交流
かんなみ知恵の和館は世代を越えた人々の交流を目的とした複合施設であり、施設内にある町立図書館のコンセプトも“赤ちゃんからお年寄りまで”となっている。子育てふれあい・地域交流センターが併設されていることもあり、1階の「こども図書館」は特に充実している。「こども図書館」には約33,000冊の児童書が所蔵されており、子どもや親子がくつろいで過ごせるキッズルーム、就学前の親子が触れ合えるプレイルームや、大型の遊具やベンチが設置された野外施設であるふれあいプラザも設置されている。児童向けのサービスが評価され、2019年には子供の読書活動優秀実践図書館として文部科学大臣表彰に選出された。2018年度の来館者についても増加傾向であり、開館から2019年6月29日の間に来館者数は100万人を突破した。

## 歴史

### 前身
函南町婦人青少年会館内図書室(1966-1986)
1966年（昭和41年）3月、町立公民館の付属建物として婦人青少年会館が建設され、その館内に図書室が併設された。
1983年（昭和58年）6月15日現在の蔵書数は10,774冊。
図書室では、1978年度（昭和53年度）より、約700冊を蔵書する巡回移動図書館「くろたけ号」による図書貸し出しを行っていた。
函南町中央公民館図書室(1986-2013)
1986年（昭和61年）4月、開館。
2000年（平成12年）4月1日現在の蔵書数は24,328冊。

### かんなみ知恵の和館
現施設の建設については、1992年（平成4年）の町議会文教厚生委員会で検討が始められた。
1999年（平成11年）には図書館建設基本計画書が作成され、2004年（平成16年）には図書館の規模・建設位置も決まっていたものの、2005年（平成17年）になり、学校施設の耐震補強の必要が生じたことによる財政的な問題から、図書館建設計画は一時凍結された。その後、国土交通省の「まちづくり交付金」を活用するという案が出され、地域の総合的な活性化を図るものとして、「広域幹線道路（東駿河湾環状道路）の整備に併せ、少子高齢化に対応した安心・安全で賑わいのあるまちづくりの推進」事業が打ち出された。具体的には、周辺道路の改良工事や下水道整備などに加え、図書館と地域交流センターの複合施設を建設することにより、中央公民館を加えた文化ゾーンを形成して賑わいを創出するというものであった。
この計画は2009年（平成21年）に承認され、平成22年度からの5カ年計画による「まちづくり交付金」事業として実施することとなった。
2013年（平成25年）4月7日、函南町制50周年を記念し、「かんなみ知恵の和館（函南町図書館等複合施設）」として開館した。2019年6月29日、来館者数は100万人を突破した。

## 利用案内

### 休館日
- 月曜日（祝日にあたる時はその翌日)[16]
- 毎月第4金曜日(祝日にあたる時はその翌日)[16]
- 図書特別整理期間(毎年10日以内)[16]
- 年末年始（12月29日〜1月4日）[16]

### 開館時間
- 火・木・金曜日 9時30分-18時[16]
- 水曜日 9時30分-20時[16]
- 土・日・祝日 9時30分-17時[16]

### 貸出可能者
- 函南町在住者、函南町在勤・在学者[17]
- 相互利用協定を結んでいる三島市、沼津市、伊豆の国市、熱海市、長泉町、清水町、伊豆市、裾野市の住民で図書館カードを所持する者[17]

### 貸出規則
- 図書10冊、雑誌3冊、視聴覚資料3点を2週間貸し出し可能[18]

## アクセス
徒歩の場合は大場駅から15分、バスの場合はバス停（函南町文化センター）から徒歩1分。
自動車の場合、沼津からは伊豆縦貫道から大場・函南ICで降り、国道136号線方面へ向かい、2つ目の信号を左折。もしくは熱海からは熱函道路を函南方面へ進み「熱函入口」交差点を右折、次の信号を直進、次の信号を右折。文化センターの駐車場の利用が可能。

## ギャラリー

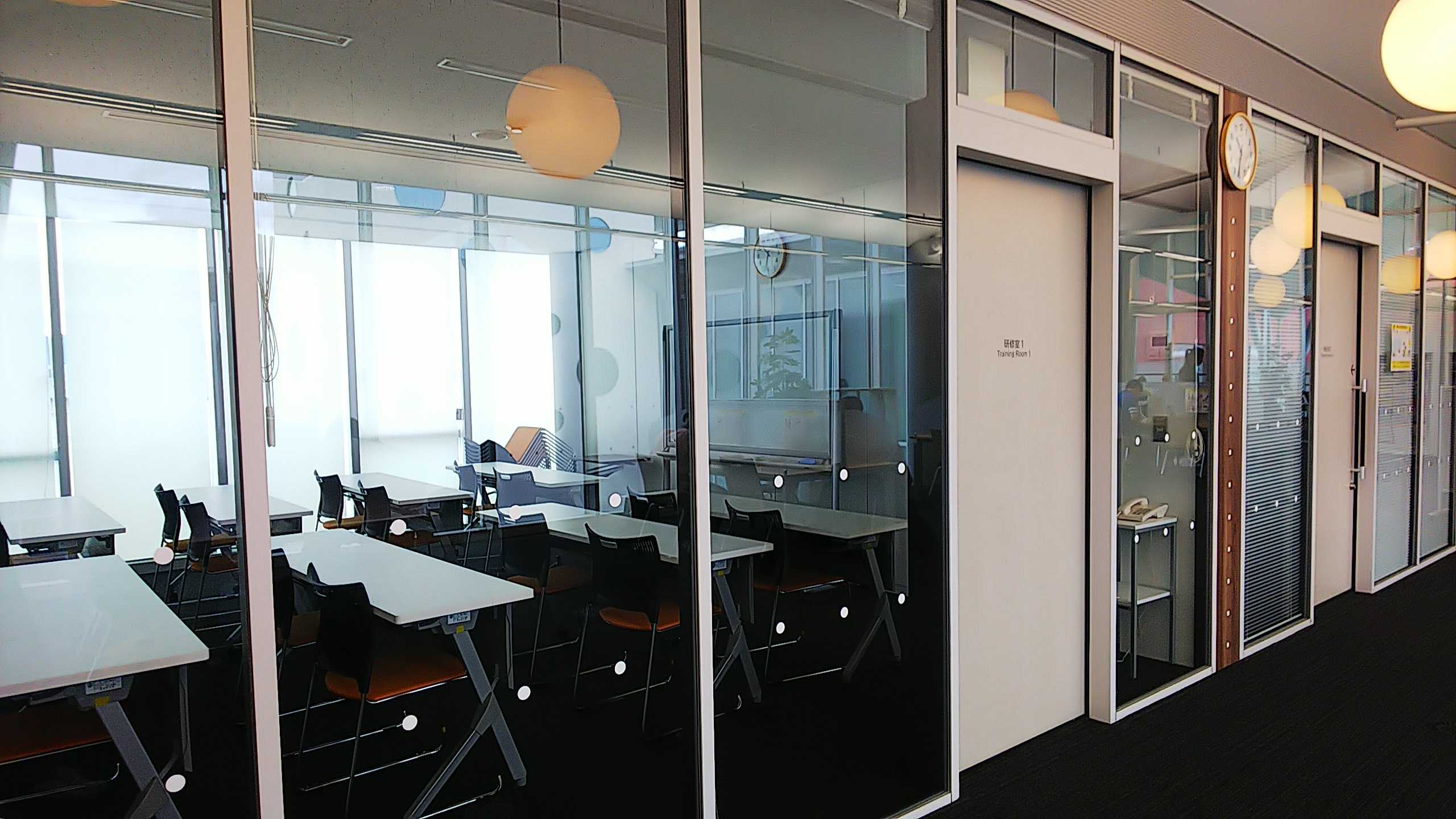
2階研修室（2019年7月撮影）
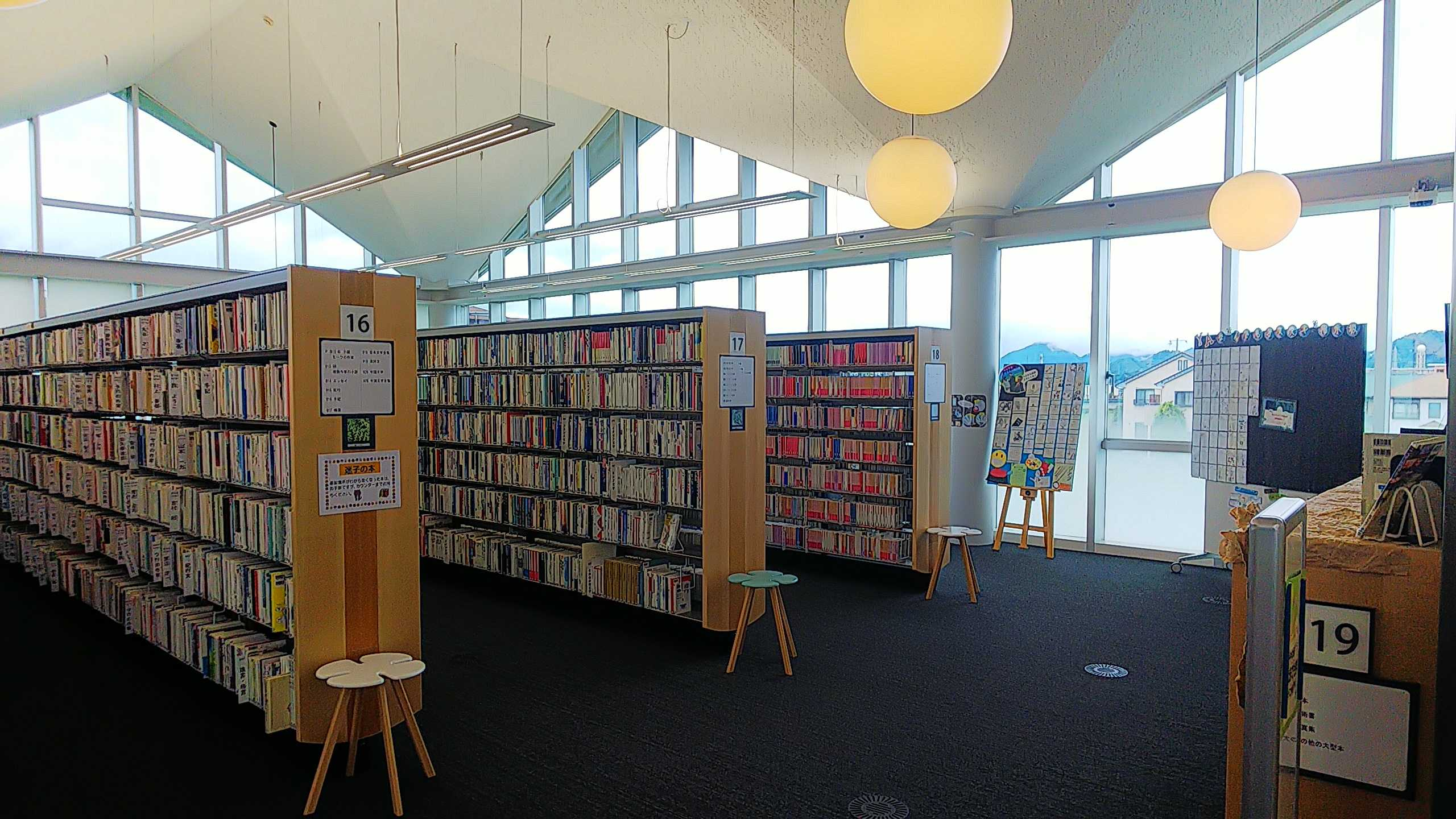
2階一般図書（2019年7月撮影）
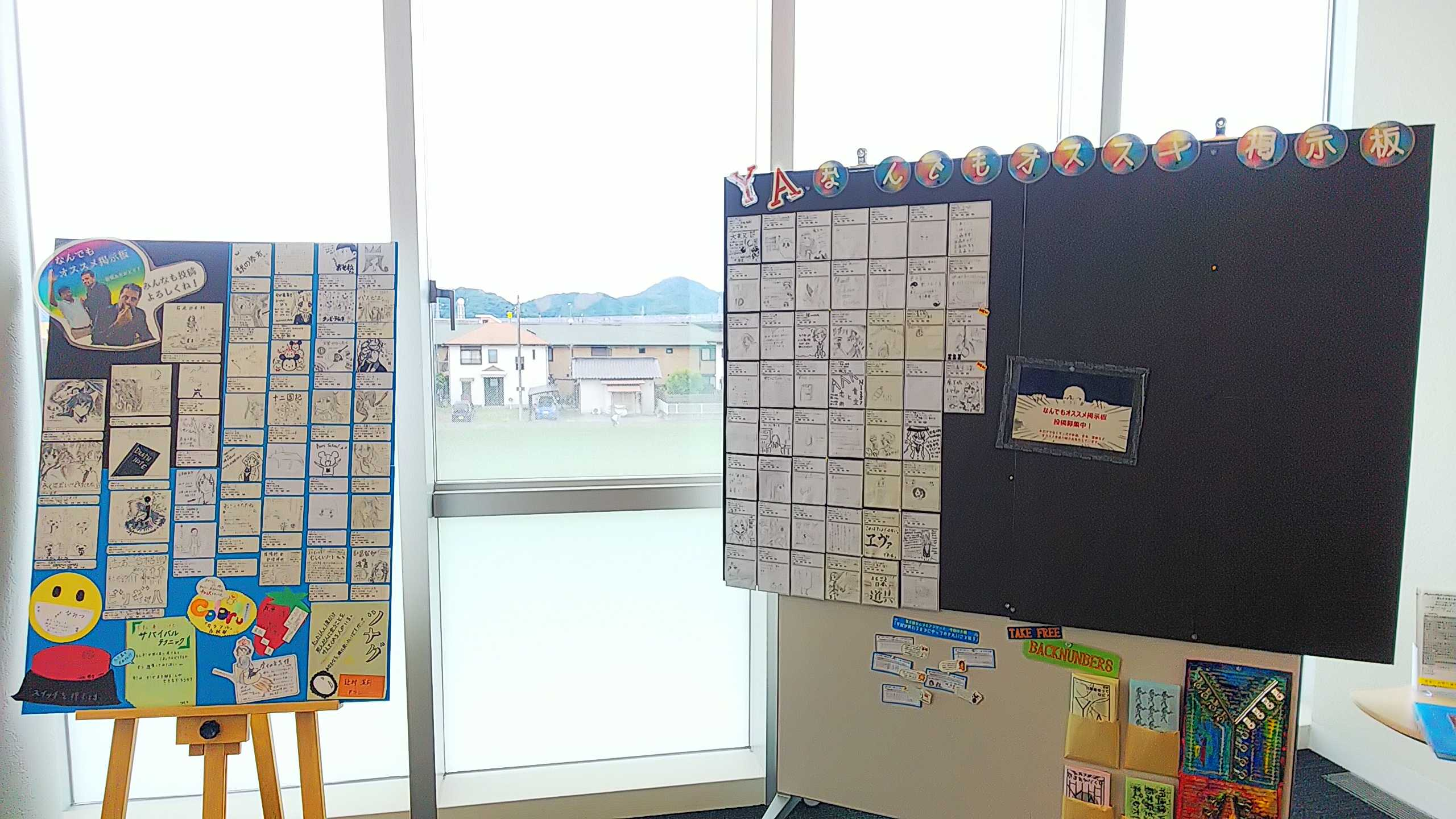
2階展示物（2019年7月撮影）
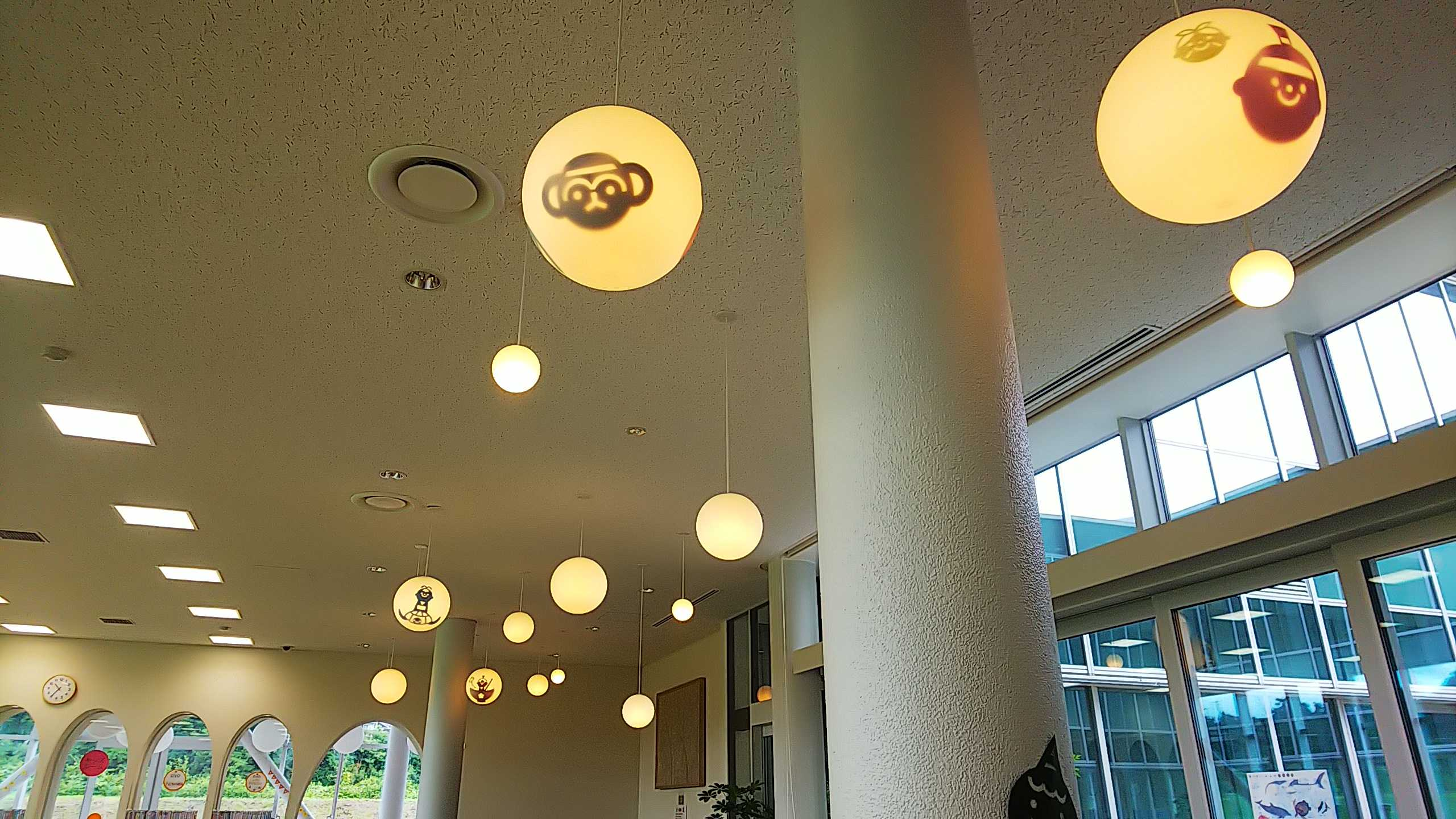
1階こども図書館（2019年7月撮影）
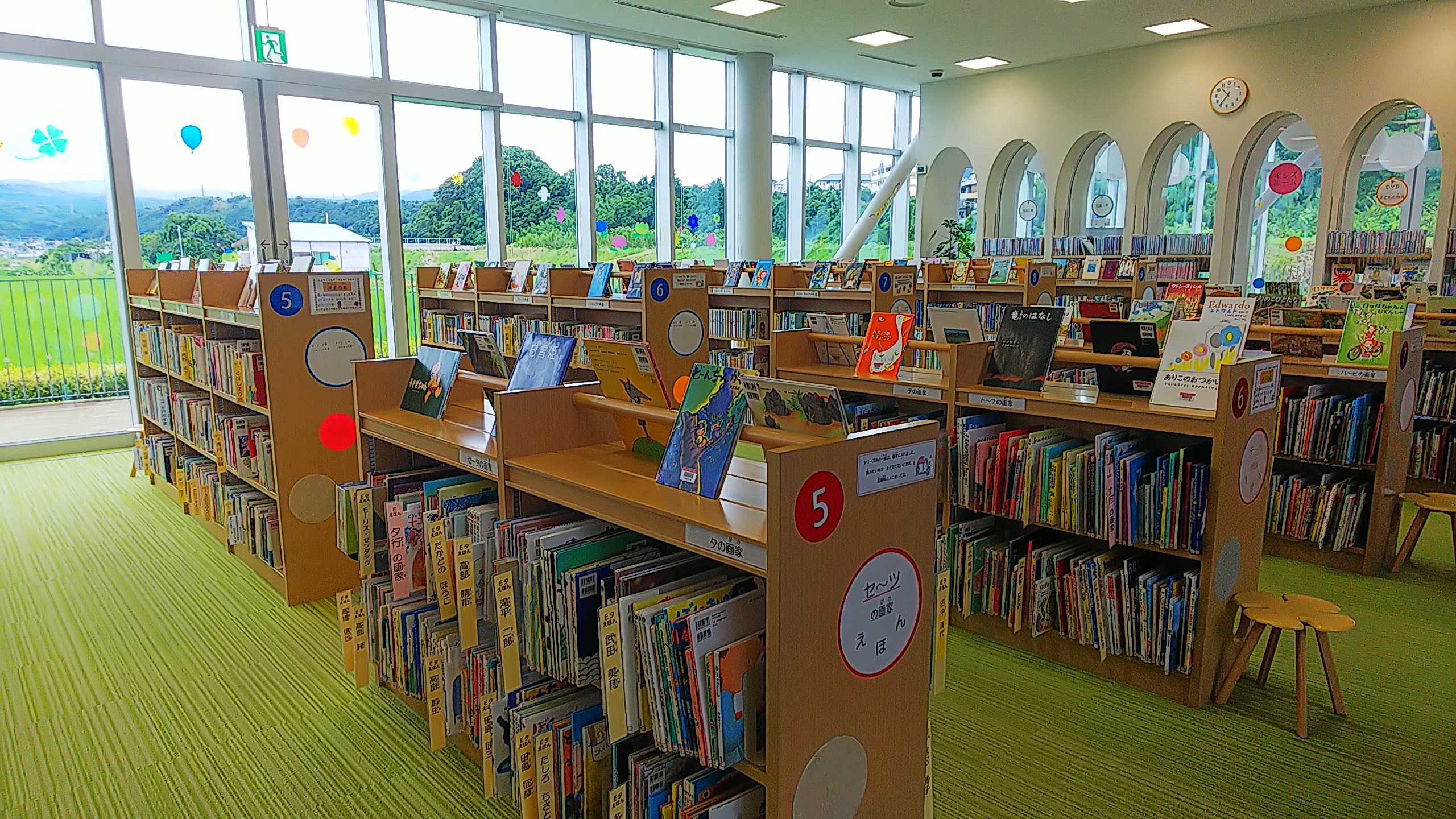
1階こども図書館（2019年7月撮影）
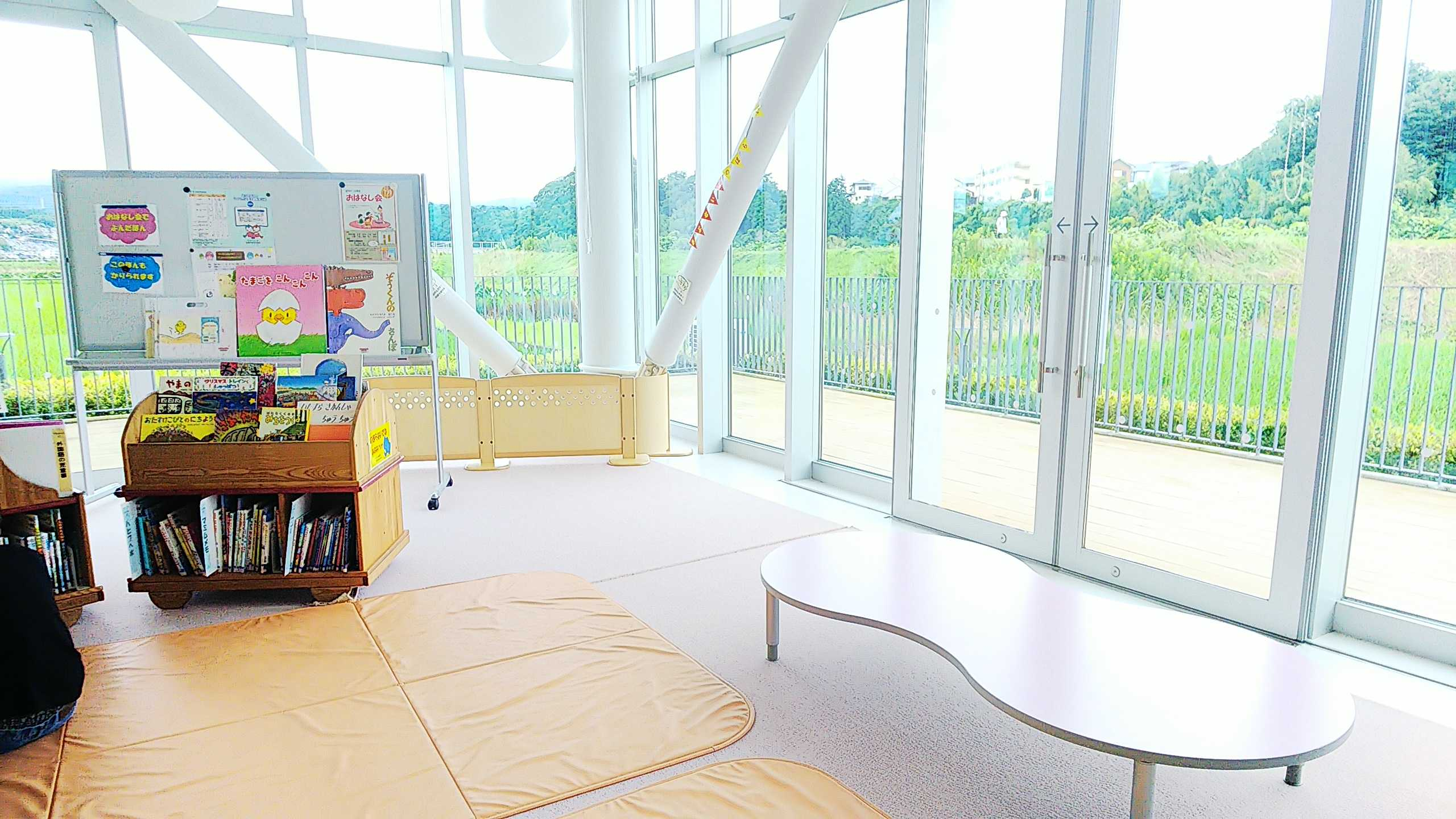
1階キッズルーム（2019年7月撮影）